# Valérien de Rome
 (avril 2021).
Si vous disposez d'ouvrages ou d'articles de référence ou si vous connaissez des sites web de qualité traitant du thème abordé ici, merci de compléter l'article en donnant les références utiles à sa vérifiabilité et en les liant à la section « Notes et références ».

Valérien (Sanctus Valerianus)  (Rome, v. 177 - Rome, 229), est un Romain, époux de sainte Cécile. Mort martyr, il est canonisé par l'Église catholique .

## Histoire
Saint Valérien est fiancé à sainte Cécile qui le convertit le jour de leur mariage. Le pape Urbain reçoit son acte de foi : « Un seul Dieu, une seule foi, un seul baptême, un seul Dieu et Père de tous, qui est au-dessus de tout et en nous tous », et le baptise.
Ils sont condamnés à mort avec Tiburce, le frère de Valérien, parce qu'ils donnaient une sépulture aux chrétiens massacrés et apportaient de la subsistance et du soutien aux chrétiens qui se cachaient des autorités. Cécile les encourage : « S’il n’y avait qu’une seule vie, nous aurions raison de craindre de la perdre, mais il y en a une autre qui est meilleure et que nous gagnerons en perdant celle-ci ». 
Pour leur supplice, ils sont livrés à Maxime (Maximus), chargé de leur exécution qu'ils réussissent à convertir. 
Il meurt en martyr à Rome, le 14 avril 229. 
Saint Tiburce, saint Maxime et saint Valérien sont fêtés tous trois le 14 avril. Valérien de Rome est représenté avec un ange et les instruments de sa torture. Il est invoqué afin de prévenir des tempêtes.